# Melodrama
|  | Per a altres significats, vegeu «Melodrama (grup musical)». |

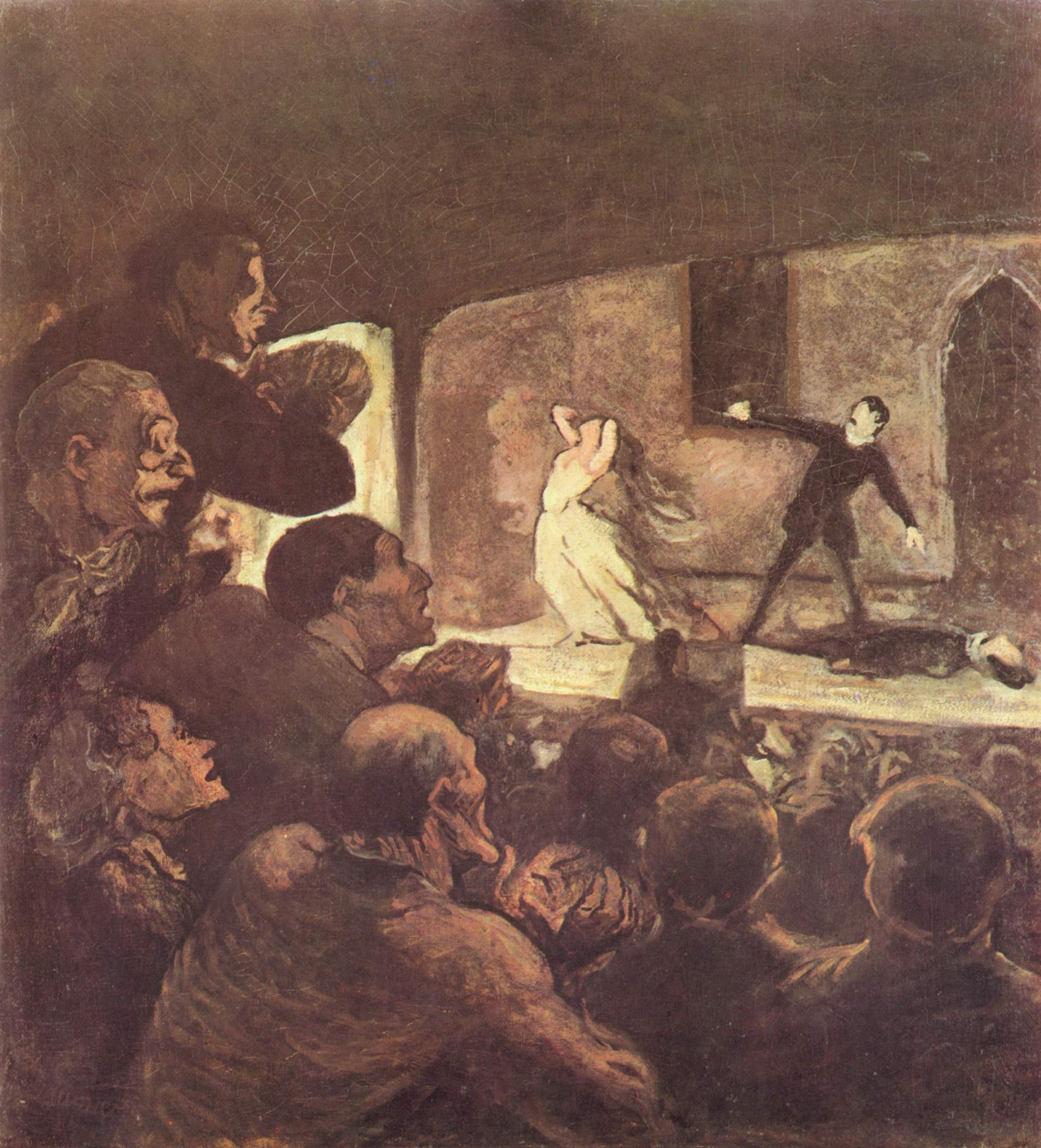
El melodrama vist pel pintor Honoré Daumier

El melodrama té el significat literal d'obra teatral dramàtica en la qual s'hi incorpora música instrumental, que s'usa per a enfasitzar els sentiments dels personatges. El mot "melodrama" és originari del grec μέλος, cant o música; i δράμα, acció dramàtica. És similar al melòleg però amb diversos personatges. A la literatura es correspon amb el moviment del sentimentalisme, precedent del romanticisme, i va evolucionar cap al drama romàntic. Sovint s'ha associat amb el fulletó i el serial.
El melodrama és l'expressió dramàtica del sentimentalisme. S'hi intensifica de l'expressió dels sentiments dels personatges, que solen ser esquemàtics i arquetípics (la mare coratge, la donzella en perill, el bon conseller, etc.), i final previsible i feliç, en el qual triomfen els bons mentre els dolents es penedeixen de les seves accions. L'interés no era saber com acabaria sinó comprovar com es resolien els conflictes al llarg de la trama, plena de sorpreses i cops d'efecte, per arribar al final esperat.
Santiago Rusiñol va ser uns dels dramaturgs de melodrama català més coneguts, al qual va evolucionar progressivament a partir del noucentisme. Un altre n'és Joan Oliver, que s'inscriu al melodrama moral d'orientació catòlica. Va ser un gènere teatral molt popular que als Països Catalans es va explotar per la seva finalitat moralitzant no només per la burgesia conservadora sinó també en un teatre polític d'ideologia d'esquerres, catalanista i republicà. Alguns exemples són La presó de les dones (1936), de Salvador Bonavia i Panyella, i Comiats a trenc d'alba (1938), de Ramon Vinyes.

## Història

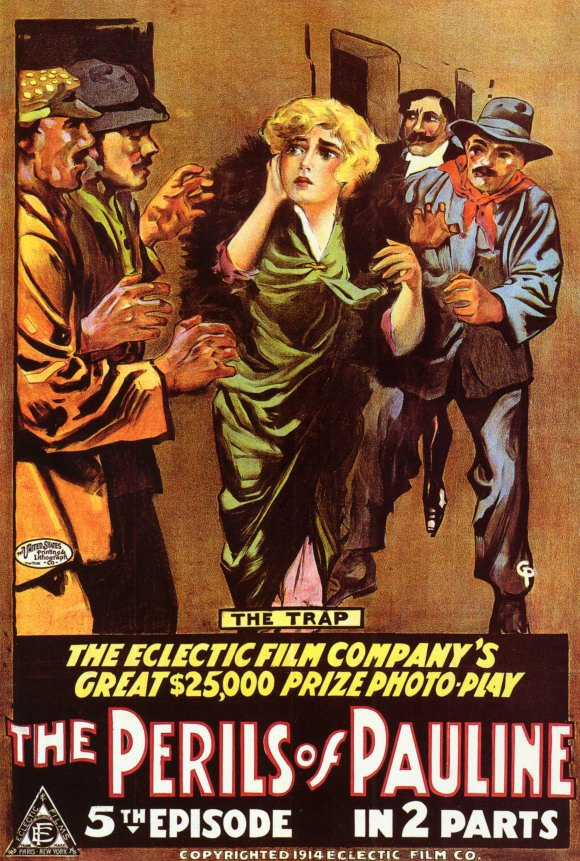
Cartell anunciant un serial melodramàtic (1914)

Existeix des del segle xvii principalment en l'òpera, en el teatre, la literatura, el circ-teatre, el cinema, en la ràdio i en la televisió. Al segle xix, però, el gènere dramàtic més consolidat és el melodrama, que neix de les mateixes arrels que el romanticisme, i es combina amb altres formes dramàtiques populars.
A poc a poc, les trames es van fent cada cop més complexes, els personatges es defineixen millor i s'afegeix a les obres una forta càrrega emocional, així com més efectes escènics. Tot això, sumat al seu clar missatge moral, fan del melodrama un gènere extremadament popular.
Així, les cartelleres catalanes s'omplen de melodrames provinents de França, en part, gràcies a la tasca de Manuel Andreu Igual, traductor del Teatre de la Santa Creu, director dramàtic d'aquest teatre barceloní i un dels grans impulsors del gènere. A Catalunya, destaquen en aquest moment dos grans actors: Lleó Fontova i Mareca, que també va ser autor teatral, i Iscle Soler.
Amb el pas del temps el seu ús s'ha estès abraçant qualsevol tipus d'obra teatral, cinematogràfica o literària els aspectes sentimentals de les quals, patètics o lacrimògens, estiguin exagerats amb la intenció de provocar emocions al públic.